# Place Louis-Armand
Pour les articles homonymes, voir Armand et Louis Armand.
La place Louis-Armand est située dans le 12e arrondissement de Paris devant la gare de Lyon, dont elle constitue le parvis. 

## Situation et accès
Elle s’étend depuis le bâtiment principal, où est située la haute tour carrée caractéristique de cette gare, jusqu’à la place des Combattants-en-Afrique-du-Nord, au carrefour formé entre le boulevard Diderot et la rue de Lyon.

## Origine du nom
La place rend hommage à Louis Armand (1905-1971). Ingénieur à la Compagnie du chemin de fer Paris-Lyon-Méditerranée (dont dépendait la gare de Lyon), puis ingénieur en chef à la SNCF lors de sa création, il fut l'inventeur en 1940 d'un dispositif empêchant l'entartrage des locomotives à vapeur (le traitement intégral Armand). Il créa en 1943 le réseau de résistance cheminote Résistance-Fer (il sera fait compagnon de la Libération) et sera directeur adjoint en 1945, puis directeur général de la SNCF en 1949.

## Historique
La place était précédemment nommée « cour Louis-Armand ».

## Bâtiments remarquables et lieux de mémoire
- Gare de Lyon
- Certaines scène du film Le Dernier Tango à Paris (1972) de Bernardo Bertolucci y ont été tournées.